# Ciutadans (sèrie de televisió)
Ciutadans fou una sèrie documental de Francesc Escribano i Joan Úbeda emesa a TV3 el 1994 que retratava la realitat social de Catalunya. El programa va dur a terme 500 entrevistes a catalans anònims, de totes les edats, professions i procedències socials que explicaven les seves vivències, opinions i sentiments. Cada capítol estava il·lustrat amb fragments de pel·lícules, videoclips i espots publicitaris.
Va ser un dels primers resultats del Departament de Nous Formats de Televisió de Catalunya i és considerat l'embrió del model que ha seguit aquesta televisió en els espais de testimonis. El programa va merèixer un Premi Ondas en la categoria «Internacionals» el 1994 i va ser el programa amb el qual Televisió de Catalunya va presentar-se a l'INPUT de Mont-real del mateix any.